# Venčeslav Ogrinc
Venčeslav Ogrinc, slovenski častnik, veteran vojne za Slovenijo, * 9. november 1955, Maribor.

## Vojaška kariera
- načelnik Šole za častnike SV (2000–2003)
- direktor Urada za vojaške zadeve (2008–2011)
povišan v podpolkovnika: 2. julij 1999
povišan v polkovnika: 12. maj 2006
povišan v brigadirja: 26. oktober 2011[1]

## Odlikovanja in priznanja
- zlata medalja generala Maistra z meči (31. januar 1992)
- bronasta medalja generala Maistra (24. oktober 2001)
- znak Manevrske strukture Narodne zaščite 1990 (6. oktober 1999)
- spominski znak Obranili domovino 1991